# Gerhard Dabel
Gerhard Dabel, auch Gerd Dabel, (* 16. Dezember 1916 in Stettin; † 7. Mai 1984 in Freiburg im Breisgau) war ein deutscher Schriftsteller.

## Leben
Er war in der Zeit des Nationalsozialismus Oberbannführer der Hitlerjugend und verantwortlicher Mitarbeiter – in den letzten Kriegswochen sogar Leiter – der Dienststelle Kinderlandverschickung bei der Reichsjugendführung. Nach Kriegsende wurden zahlreiche seiner Schriften in der Sowjetischen Besatzungszone auf die Liste der auszusondernden Literatur gesetzt.
1981 gab Dabel ein Sammelwerk über die Erweiterte Kinderlandverschickung heraus, das zahlreiche Dokumente und Erinnerungen ehemaliger Lagerteilnehmer enthält. Dieses Buch prägte lange Zeit das Bild der Kinderlandverschickung als einer unbeschwerten Jugendzeit. Veröffentlichungen von Fachhistorikern kritisieren Dabels Interpretation der Fakten und Dokumente, die ihn und andere Vertreter der Dienststelle KLV in günstigem Licht erscheinen lassen. Jost Hermand wirft dem Buch eine „faschisierende Beschönigung, wenn nicht Glorifizierung der KLV-Erfahrung“ vor.
Gerhard Dabel starb am 7. Mai 1984 in Freiburg im Breisgau und wurde auf dem dortigen Hauptfriedhof beerdigt.

## Werke (Auswahl)
- Jungengeschichten, Leipzig, Schmidt & Spring, 1935
- Kameraden der 100 Zelte, Berlin, Junge Generation, 1936
- Die Piraten von Moen, Berlin, Junge Generation, 1940
- Das Gebot der Stunde, Berlin, Junge Generation, 1941
- Mit Krad und Karabiner. Fahrt und Kampf einer Kradschützenschwadron, Berlin, Junge Generation, 1941
- Großstadtjungen, Berlin, Junge Generation, 1942
- Die Rächer der Höfe, Berlin, Junge Generation, 1942
- Spielzeugwerk der KLV-Lager, Berlin 1942 (mit Gretel Seelig)
- Die Lesestunde der KLV-Lager, Berlin 1942 (mit Gretel Seelig), hrsg. von der Reichjügendführung der NSDAP, Dienststelle Kinderlandverschickung
- KLV. Die erweiterte Kinder-Land-Verschickung. KLV-Lager 1940–1945. Dokumentation über den „Größten soziologischen Versuch aller Zeiten“, Freiburg im Breisgau 1981, ISBN 3-921340-60-8.